# Liga Dominicana de Baloncesto 2005
La temporada 2005 de la Liga Dominicana de Baloncesto fue la temporada inaugural de la historia de la competición dominicana de baloncesto. La serie regular comenzó el viernes 1 de julio de 2005 y terminó el viernes 5 de agosto de 2005. Los playoffs comenzaron el domingo 7 de agosto de 2005 y terminaron el miércoles 24 de agosto de 2005.
Los Reales de La Vega se convirtieron en los primeros campeones de la liga después de ganar la serie final 4-2 a los Panteras del Distrito Nacional.

## Temporada regular
La temporada regular comenzó el viernes 1 de julio de 2005 y terminó el viernes 5 de agosto de 2005.

### Clasificaciones
| Pos. | Equipo                             | PJ | G  | P  | %    | PD | Pts |
| ---- | ---------------------------------- | -- | -- | -- | ---- | -- | --- |
| 1    | Panteras del Distrito Nacional     | 21 | 13 | 8  | .619 | -  | 34  |
| 2    | Reales de La Vega                  | 21 | 13 | 8  | .619 | -  | 34  |
| 3    | Indios de San Francisco de Macorís | 21 | 12 | 9  | .571 | 1  | 33  |
| 4    | Marineros de Puerto Plata          | 21 | 12 | 9  | .571 | 1  | 33  |
| 5    | Constituyentes de San Cristóbal    | 21 | 12 | 9  | .571 | 1  | 33  |
| 6    | Cocolos de San Pedro de Macorís    | 21 | 11 | 10 | .523 | 2  | 32  |
| 7    | Metros de Santiago                 | 21 | 8  | 13 | .380 | 5  | 29  |
| 8    | Cañeros de La Romana               | 21 | 3  | 18 | .142 | 10 | 24  |

|  | Clasificados a los playoffs |

Fuente: Liga Dominicana de Baloncesto
Nota: Los Constituyentes quedaron fuera por tener la peor diferencia de puntos entre los tres equipos empatados con un (-5), mientras que los Indios y los Marineros quedaron con un (+4) y un (+1), respectivamente.

### Estadísticas individuales

#### Puntos
| Pos. | Jugador           | Equipo                          | Partidos | Puntos | Promedio |
| ---- | ----------------- | ------------------------------- | -------- | ------ | -------- |
| 1    | Rogers Washington | Cocolos de San Pedro de Macorís | 21       | 516    | 24.6     |
| 2    | Tommy Adams       | Constituyentes de San Cristóbal | 21       | 414    | 19.7     |
| 3    | Edward Santana    | Cañeros de La Romana            | 17       | 335    | 19.7     |
| 4    | Chevon Troutman   | Metros de Santiago              | 11       | 191    | 17.4     |
| 5    | Carlos Wheeler    | Panteras del Distrito Nacional  | 19       | 314    | 16.5     |

#### Rebotes
| Pos. | Jugador        | Equipo                          | Partidos | Rebotes | Promedio |
| ---- | -------------- | ------------------------------- | -------- | ------- | -------- |
| 1    | Edward Santana | Cañeros de La Romana            | 17       | 194     | 11.4     |
| 2    | Eddie Elisma   | Marineros de Puerto Plata       | 21       | 220     | 10.5     |
| 3    | Steve Thomas   | Cocolos de San Pedro de Macorís | 16       | 149     | 9.3      |
| 4    | Amaury Filion  | Metros de Santiago              | 11       | 96      | 8.7      |
| 5    | Larry Abney    | Reales de La Vega               | 19       | 163     | 8.6      |

#### Asistencias
| Pos. | Jugador          | Equipo                          | Partidos | Asistencias | Promedio |
| ---- | ---------------- | ------------------------------- | -------- | ----------- | -------- |
| 1    | José Fortuna     | Constituyentes de San Cristóbal | 21       | 113         | 5.4      |
| 2    | Shaheen Holloway | Marineros de Puerto Plata       | 15       | 66          | 4.4      |
| 3    | Joel Ramírez     | Panteras del Distrito Nacional  | 10       | 37          | 3.7      |
| 4    | Geovanny Valdez  | Cocolos de San Pedro de Macorís | 21       | 74          | 3.5      |
| 5    | Luis Chávez      | Reales de La Vega               | 19       | 66          | 3.5      |

#### Robos
| Pos. | Jugador        | Equipo                             | Partidos | Robos | Promedio |
| ---- | -------------- | ---------------------------------- | -------- | ----- | -------- |
| 1    | Edward Santana | Cañeros de La Romana               | 17       | 65    | 3.8      |
| 2    | Amaury Filion  | Metros de Santiago                 | 11       | 40    | 3.6      |
| 3    | Carlos Wheeler | Panteras del Distrito Nacional     | 19       | 67    | 3.5      |
| 4    | Sheiku Kabba   | Indios de San Francisco de Macorís | 20       | 64    | 3.2      |
| 5    | Luis Chávez    | Reales de La Vega                  | 19       | 58    | 3.1      |

#### Tapones
| Pos. | Jugador         | Equipo                             | Partidos | Tapones | Promedio |
| ---- | --------------- | ---------------------------------- | -------- | ------- | -------- |
| 1    | Edward Santana  | Cañeros de La Romana               | 17       | 76      | 4.5      |
| 2    | Steve Thomas    | Cocolos de San Pedro de Macorís    | 16       | 41      | 2.6      |
| 3    | Eddie Elisma    | Marineros de Puerto Plata          | 21       | 47      | 2.2      |
| 4    | Amaury Filion   | Metros de Santiago                 | 11       | 20      | 1.8      |
| 5    | Carlos Paniagua | Indios de San Francisco de Macorís | 21       | 36      | 1.7      |

### Premios
- Jugador Más Valioso:[4]

-  Eddie Elisma, Marineros de Puerto Plata

- Jugador Defensivo del Año:[5]

-  Edward Santana, Cañeros de La Romana

- Dirigente del Año:[6]

-  José Diloné, Reales de La Vega

## Playoffs
|  | Semifinales | Semifinales                        | Semifinales |                   |   | Serie Final                    | Serie Final | Serie Final |  |
|  | Mejor de 5  | Mejor de 5                         | Mejor de 5  |                   |   | Mejor de 7                     | Mejor de 7  | Mejor de 7  |  |
|  |             |                                    |             |                   |   |                                |             |             |  |
|  |             |                                    |             |                   |   |                                |             |             |  |
|  | 1           | Panteras del Distrito Nacional     | 3           |                   |   |                                |             |             |  |
|  | 1           | Panteras del Distrito Nacional     | 3           |                   |   |                                |             |             |  |
|  | 4           | Marineros de Puerto Plata          | 2           |                   |   |                                |             |             |  |
|  | 4           | Marineros de Puerto Plata          | 2           |                   | 1 | Panteras del Distrito Nacional | 2           |             |  |
|  |             |                                    |             |                   | 1 | Panteras del Distrito Nacional | 2           |             |  |
|  |             |                                    | 2           | Reales de La Vega | 4 |                                |             |             |  |
|  | 2           | Reales de La Vega                  | 2           | Reales de La Vega | 4 | 3                              |             |             |  |
|  | 2           | Reales de La Vega                  |             |                   |   | 3                              |             |             |  |
|  | 3           | Indios de San Francisco de Macorís | 2           |                   |   |                                |             |             |  |
|  | 3           | Indios de San Francisco de Macorís | 2           |                   |   |                                |             |             |  |
|  |             |                                    |             |                   |   |                                |             |             |  |

### Campeón
| Campeón de la Liga Dominicana de Baloncesto 2005 |
| ------------------------------------------------ |
| Reales de La Vega Primer título                  |

| Jugador Más Valioso de la Serie Final |
| ------------------------------------- |
| Jorge Almanzar, Reales de La Vega     |